# Rakasdia
Rakasdia, 1910 és 1918 között Rakasd (románul: Răcășdia, régen Răcăștia, helyi nevén Răcăștii) falu Romániában, a Bánságban, Krassó-Szörény megyében.

## Fekvése
Oravicabányától hat km-re délnyugatra fekszik. Határának 86%-a szántó, 9%-a legelő.

## Nevének eredete
Nevét a rákokról vette, amelyekben patakjai hajdan állítólag bővelkedtek. A falu régi pecsétje egy rákot ábrázolt. (A rák neve románul is rac.) Történeti névalakjai: Rakastia (1569), Rakustia (1717), Rakastie (1749), Rakasztia (1785), Rakasdia (1828).

## Története
A helyi hagyomány szerint a falut hét Olténiából érkezett pásztor családja alapította.
1880-ig Krassó, attól kezdve Krassó-Szörény vármegyéhez tartozott. 1822 és 1836 között járási székhely volt. 1717-ben 125, 1823-ban 373 házból állt. Határát kezdetben bükkösök és tölgyesek borították, amelyeket lassanként kiirtottak.
1845 és 1848 között az ortodox egyházközség anyakönyveit magyarul vezették.
1854-ben a falut érintve épült meg az Oravica–Báziás vasútvonal. 1855-től határának nagy részét a StEG birtokolta.
A 20. század elején a Nagy-patakon kilenc vízimalom működött, amelyek családi társulásokhoz tartoztak. 1904-ben kisközségből nagyközséggé alakult. 1913-ban ide helyezték át a korábbi zsámi járás székhelyét.

## Népessége
- 1851-ben 1319 ortodox és 10 római katolikus lakosa volt.[3]
- 1910-ben 2985 lakosából 2889 volt román, 32 magyar és 30 német anyanyelvű; 2918 ortodox és 54 római katolikus vallású. Ekkoriban lakosai körében már divatozott az egykézés.[4]
- 2002-ben 1737 lakosából 1437 volt román, 275 cigány és 12 magyar nemzetiségű; 1534 ortodox, 108 baptista, 34 pünkösdista és 19 római katolikus vallású.

## Látnivalók
- Barokk ortodox temploma 1770 és 1778 között épült, a lugosi kéttornyú ortodox templom hatása alatt.[5] 1903-ban újjáépítették.

## Galéria

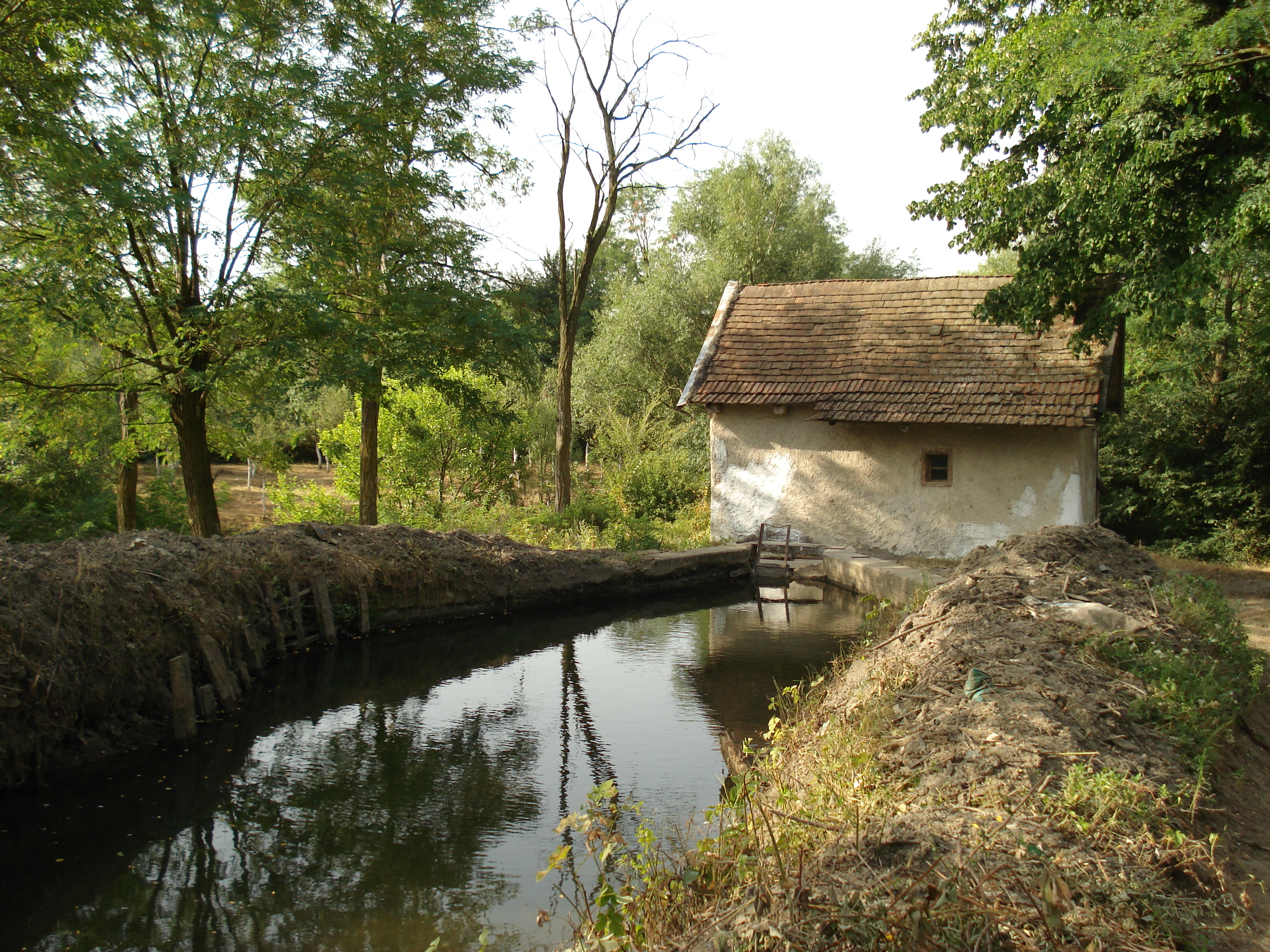
A „Falu malma”
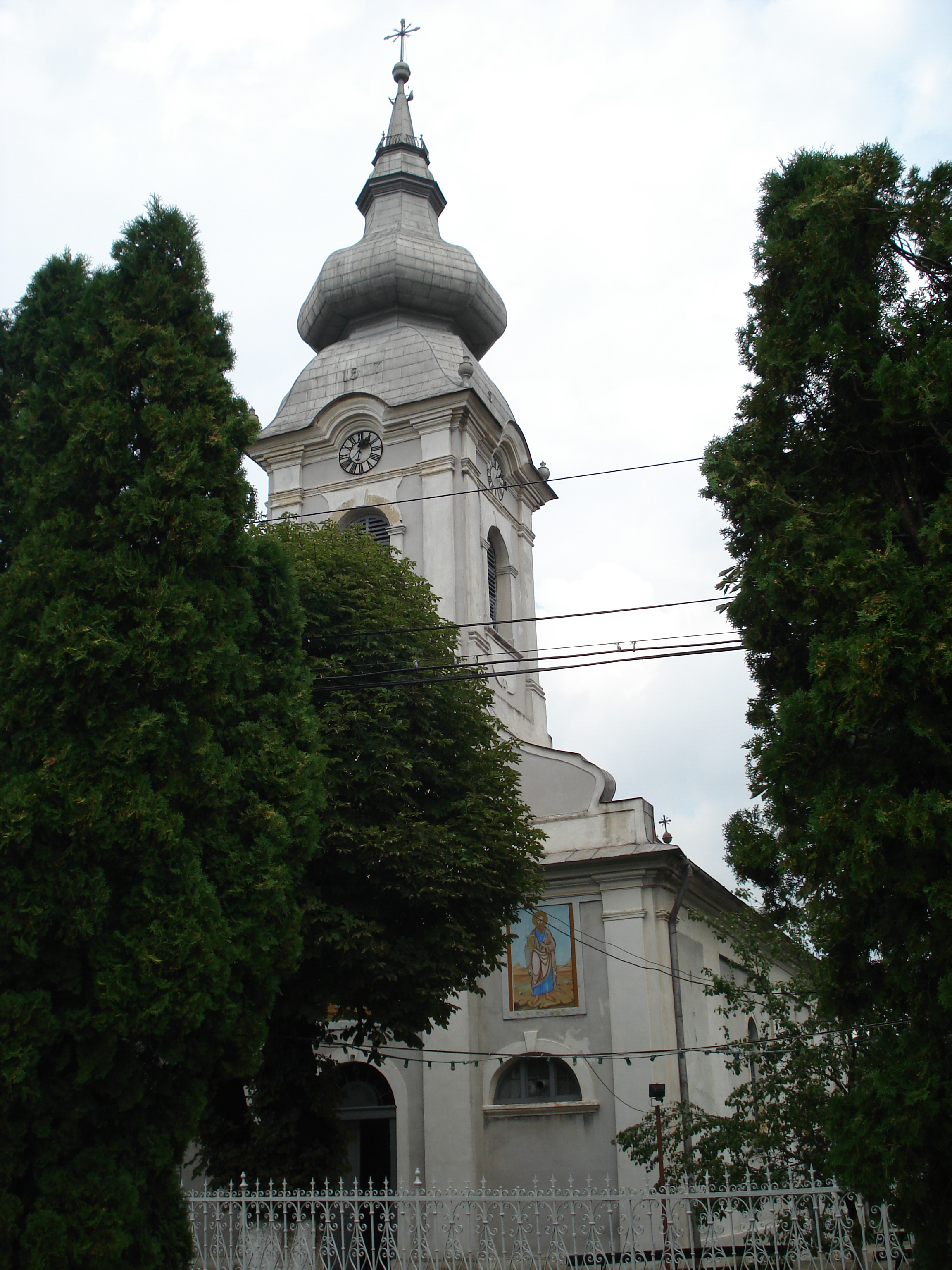
Az ortodox templom
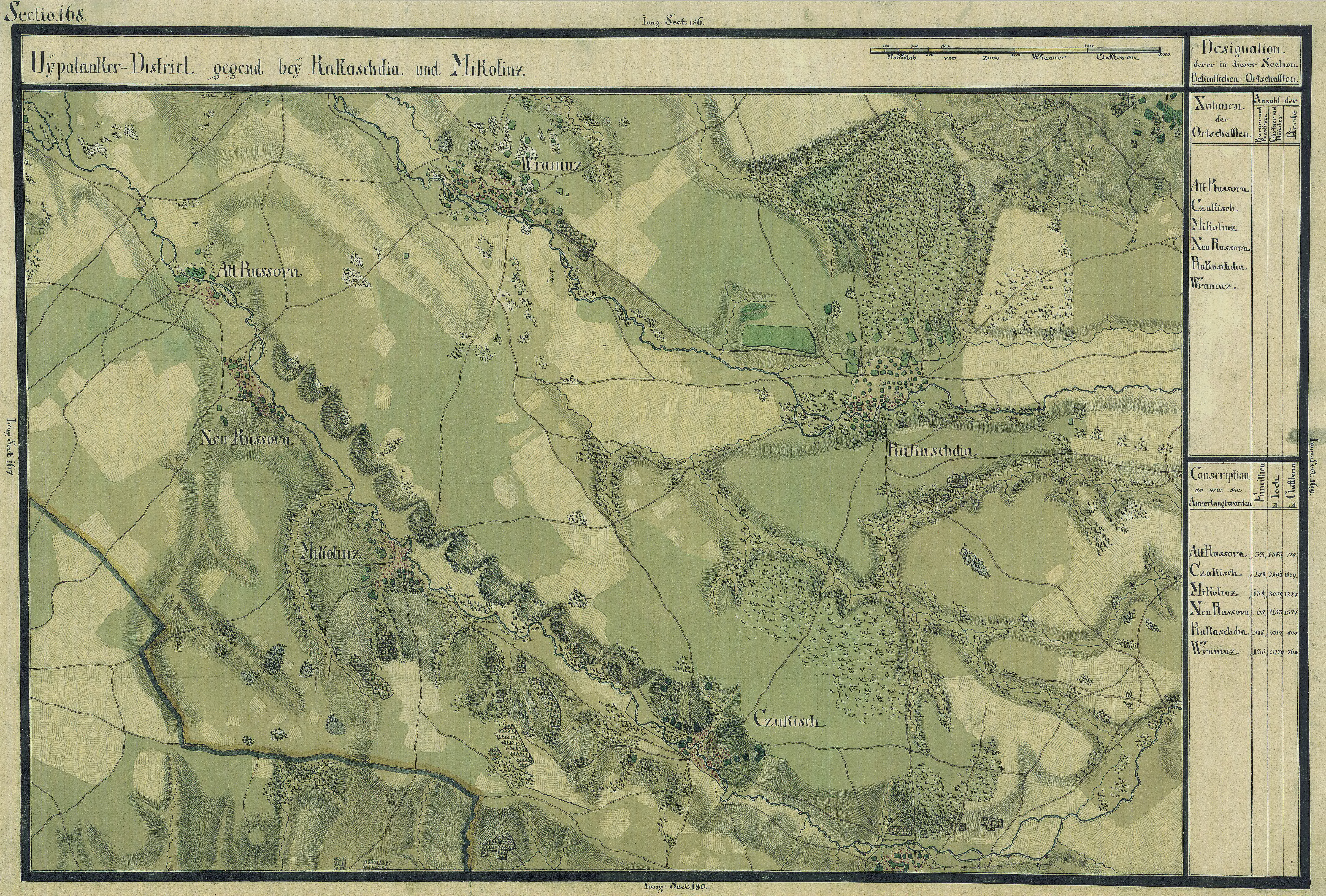
Rakasdia környéke 1769–71 között